# Caria phayla
Caria phayla är en fjärilsart som beskrevs av Hans Ferdinand Emil Julius Stichel 1916. Caria phayla ingår i släktet Caria och familjen Riodinidae. Inga underarter finns listade i Catalogue of Life.